# Bernardo de Gálvez
Bernardo de Gálvez (Macharaviaya, Málaga, Espanha, 23 de julho de 1746-30 de novembro de 1786)  foi Vice-Rei da Nova Espanha (1785-1786). Sua data de nascimento é celebrada como "Dia de Gálvez" em várias cidades por todo os Estados Unidos. Suas contribuições significativas para a independência dos Estados Unidos da Grã-Bretanha tem sido reconhecida por vários grupos importantes, mas  ainda fica de fora da maior parte dos livros didáticos.

## Carreira Militar
Tal como muitos  na sua família, ele escolheu a carreira militar. Até os 16 anos de idade, ele estava servindo a Espanha na patente de Tenente numa das guerras contra Portugal, o que levou à sua promoção ao posto de Capitão. Em 1769, ele foi selecionado para a prestação de serviço na Nova Espanha. Lá ele liderou os ataques contra os Apaches, o que foi minando a economia colonial espanhola nas Américas. Nos anos seguintes, ele foi ferido por diversas vezes em batalha, porém, nunca fugia do combate, assim foi homenageado e reconhecido por seus serviços à Coroa Espanhola. Um dos primeiros cruzamentos do Rio Pecos foi chamado Paso de Gálvez, em honra de suas campanhas em nome da Espanha.
Em 1772, ele retornou à Espanha na companhia do seu tio, José de Galvez. Mais tarde ele foi enviado para Pau, França, onde serviu no Regimento Real de Cantabria, uma unidade de Elite Franco-Espanhola, durante três anos. Lá ele aprendeu a falar francês o que foi muito útil quando se tornou governador da Luisiana. Ele retornou à Espanha em 1775 para servir no regimento de Sevilha, onde ele iria participar numa batalha em Argel. Como recompensa pelo serviço, ele foi promovido a Tenente-Coronel na escola militar de Ávila.
Neste momento da história, a França e a Espanha foram aliados com interesses semelhantes nas Américas. A França havia transferido pacificamente seu território da Louisiana para o governo da Espanha, e Gálvez, em 1776 foi promovido a Coronel e entrado no Regimento da Louisiana. Em 1777, se tornou Governador da Luisiana.

## Apoio a Rebelião
Antes da Espanha declarar oficialmente o apoio à rebelião das colônias da Grã-Bretanha, Gálvez foi auxiliar a revolução. Ele coversou diretamente com Thomas Jefferson, Patrick Henry, e Charles Henry Lee e fechou o largo do porto de Nova Orleans, para que os navios britânicos não pudessem utilizar o rio Mississippi. Ele também ajudou todas as tropas americanas que cruzaram seus portos e rios. O rio, sob administração francesa e espanhola, serviu como uma constante fonte de lucro para transportar armas e munições para as forças americanas de George Washington e George Rogers Clark. Até 1777, mais de US$ 70.000 tinham chegado as tropas americanas.

## A Guerra

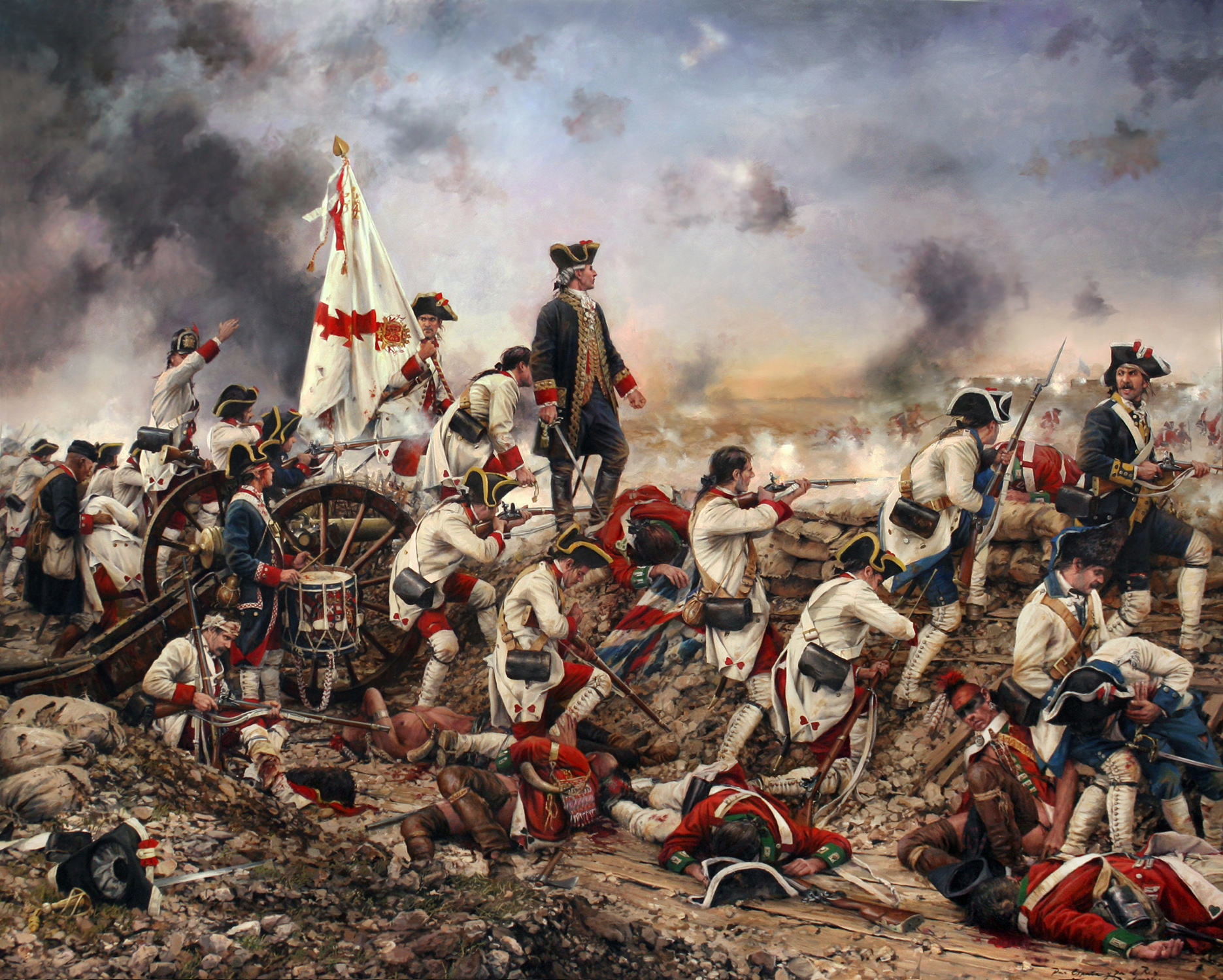
Pintura de Gálvez no Cerco de Pensacola de Augusto Ferrer-Dalmau

Em 21 de Junho de 1779, o Rei Carlos III declarou formalmente guerra contra a Grã-Bretanha e auxiliares do Governador Gálvez organizaram as forças contra os britânicos. Os seus esforços concentraram-se no Rio Mississipi e no Golfo. O governador do Texas Domingo Cabello e Robles , contribuiu com mais de 10.000 cabeças de gado para a produção de alimentos e de  centenas de cavalos para os soldados. Em 1779, Galvéz, junto com 1.400 homens capturaram Baton Rouge, Natchez e Manchac aos britânicos. Suas tropas eram compostas de negros livres , índios americanos e crioulos, bem como as suas próprias forças espanholas. Em 14 de Março de 1780, encerrado um mês em campanha contra os britânicos, 2.000 soldados de Gálvez haviam capturado o Forte Charlotte em Mobile (Alabama). Em 1781, o General Gálvez dava outro golpe nos britânicos, levando 7.000 homens contra a capital britânica em Pensacola. No ano seguinte, ele capturou a base naval britânica em Nassau na ilha da Nova Providência nas Bahamas. Quando ele estava se preparando para capturar a Jamaica, as negociações trouxeram o fim da guerra. Gálvez ajudou a elaborar o tratado e foi reconhecido pelo novo Congresso americano pela sua assitência no processo de paz.

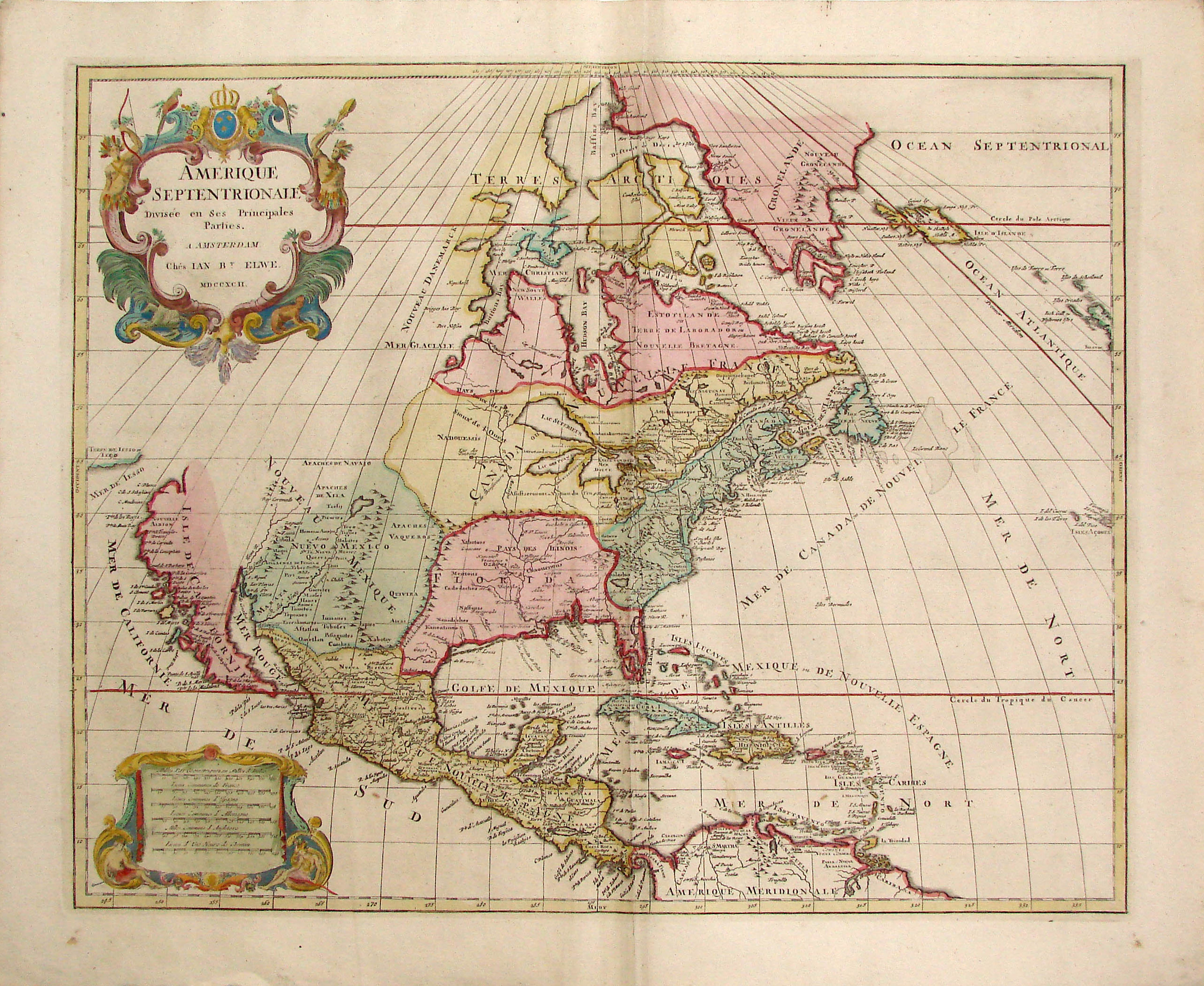
América do Norte, 1792, Jaillot-Elwe, Flórida espanhola fronteiras depois das acções militare de Bernardo Gálvez, que parecem incluir a Luisiana Espanhola e também o Texas Espanhol

Na Primavera de 1783, ele retornou à Espanha com sua esposa e dois filhos pequenos, apenas para ser chamado de volta ao serviço em 1784 para servir como governador e capitão-geral de Cuba. Em 1785, Gálvez foi nomeado para o seu posto de Vice-Rei da Nova Espanha (Novo México) para substituir o seu pai que havia morrido no ano anterior e ocupava o cargo antes dele. Gálvez mudou-se para a empobrecida Cidade do México, onde ele usou as riquezas do governo espanhol, e a sua própria, para diminuir o sofrimento da população. Ele reconstruiu o Castelo de Chapultepec e viu o término da Catedral da Cidade do México, que é a maior catedral do hemisfério ocidental até hoje.

## Falecimento
Em 1786, Gálvez ficou doente e morreu (de causas desconhecidas). Seu corpo foi colocado ao lado de seu pai, na Igreja de San Fernando. Seu coração foi colocado em uma urna e mantidos na Catedral da Sé do México.

## Legado

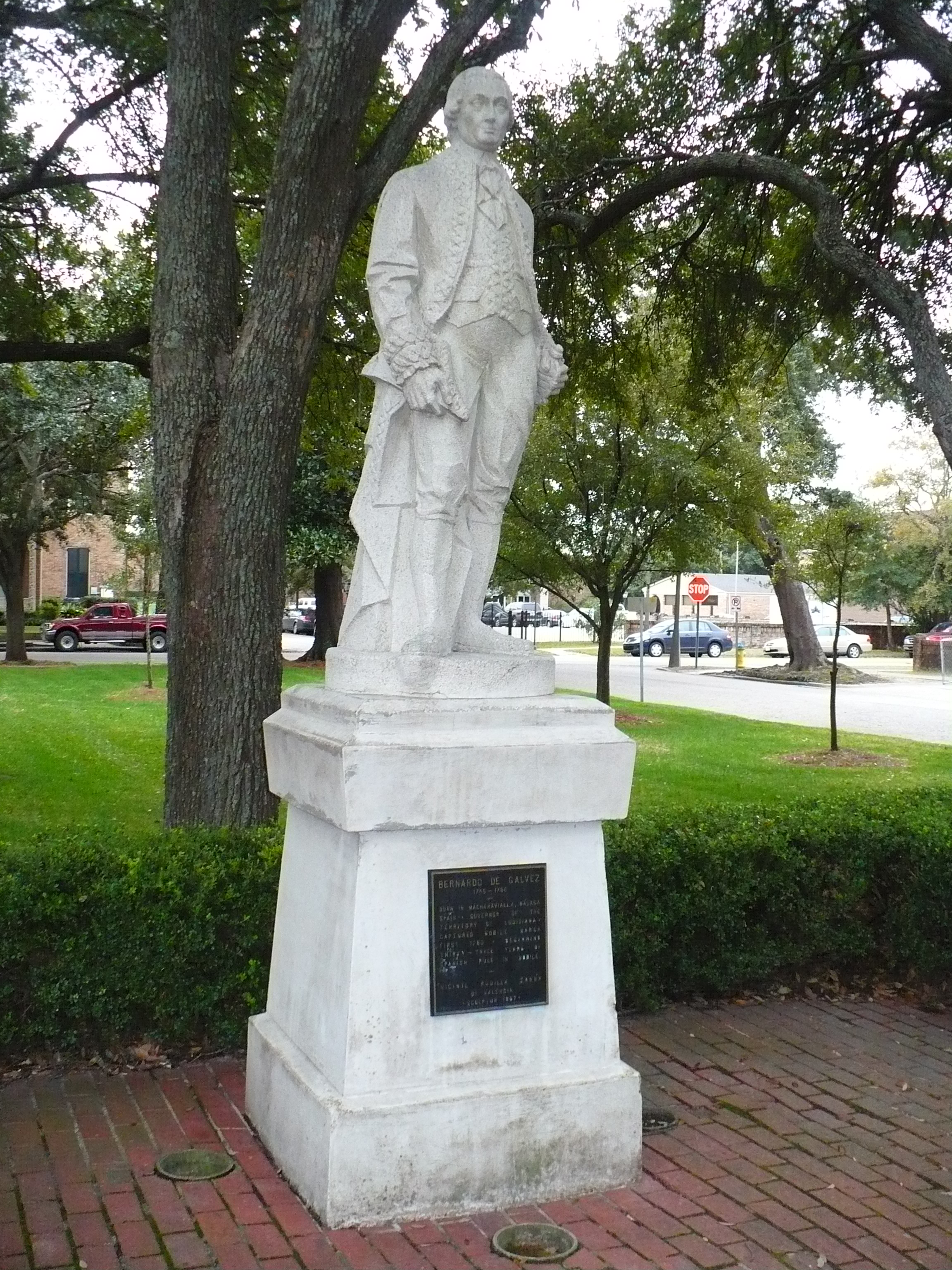
Estátua de Bernardo de Galvez em, Mobile (Alabama).

Hoje, o legado de Bernardo de Gálvez pode ser visto na América. Em seu serviço, ele usou homens da: Espanha, Cuba, México, Santo Domingo, Porto Rico, Venezuela, Costa Rica, EUA, França, Alemanha, Itália e nativos, como as Nações Choctaw, Chickasaw, e Creek. Ele conquistou a Pensilvânia Lealista, o 60° e o 16° Regimentos Britânicos, e o Regimento alemão Waldeck. Antes mesmo da Espanha financiar a guerra, Galvéz foi fundamental na obtenção de fundos para as vitórias americanas em Yorktown.
Outras comemorações incluem San Bernardo, com os nomes de Gálvez, em 1778, quando ele era governador de Lousiana. Como Vice-Rei da Nova Espanha, ele tinha encomendado um estudo da Costa do Golfo e a maior baía do Golfo, que foi nomeada Bahía de Galvezton. Hoje, é conhecida como Galveston, no Texas. Em 1977, quando as pessoas perceberam que Galvéz não tinha seu lugar na historia, eles formaram o grupo de Granadeiros e Damas de Gálvez. Em 1980, um selo postal foi emitido em homenagem ao 200° aniversário de sua vitória em Mobile. Em 1990, o legislador da Flórida aprovou uma resolução reconhecendo as suas contribuições. Em 1993 nas cidades de  Jacksonville e Santo Agostinho o dia 23 de Julho foi proclamado "Dia de Galvéz". Em 1996, o Congresso de Maryland reconheceu o papel de Gálvez e de outros hispânicos na Independência dos EUA com uma resolução.